# Montebello Station
Montebello Station (Montebello stasjon) er en metrostation på Kolsåsbanen på T-banen i Oslo. Stationen betjener Radiumhospitalet, der ligger 400 meter sydvest for stationen. Navnet Montebello kommer fra landstedet Montebello ("Det vakre fjellet") på Montebelloveien 24, bygget i 1830.
Stationen blev oprettet sammen med banen mellem Jar og Sørbyhaugen 15. juni 1942. I 1995 blev Kolsåsbanen og de øvrige vestlige T-baner forbundet med de østlige T-baner. På Kolsåsbanen benyttedes imidlertid køreledninger, mens man i øst benyttede strømskinne, så der måtte skiftes mellem de to systemer på Montebello Station fra 1995 til 2006.
1. juli 2006 blev det meste af Kolsåsbanen fra Montebello og udad lukket for opgradering til metrostandard. Til at begynde med fungerede Montebello som midlertidig endestation indtil 31. juli 2006. Fra 20. august 2006 til 31. maj 2008 blev den i stedet erstattet af den midlertidige Husebybakken Station, der lå nogle hundrede meter længere mod øst, i retning mod Røabanen. Montebello blev genåbnet 18. august 2008 sammen med det første stykke af banen til Åsjordet.
Opgraderingen betød at stationen fik længere perroner, der kan tage tog mod seks vogne mod før tre. Desuden blev den hidtidige overskæring i niveau fjernet og erstattet af en bro. Endelig blev køreledningerne erstattet af strømskinner, så systemskiftet på stationen kunne bortfalde.